# Merizocera cruciata
Merizocera cruciata är en spindelart som först beskrevs av Simon 1893.  Merizocera cruciata ingår i släktet Merizocera och familjen Ochyroceratidae.
Artens utbredningsområde är Sri Lanka. Inga underarter finns listade i Catalogue of Life.